# Atsho Chhubar
Atsho Chhubar est une ville du Bhoutan, dans le district de Paro.